# Linia kolejowa Venezia – Trieste
Linia kolejowa Wenecja-Triest – główna linia kolejowa północno-wschodnich Włoch, który biegnie głównie wzdłuż Zatoki Weneckiej, z Wenecji, w regionie Wenecja Euganejska, a kończy w Trieście, w Friuli-Wenecja Julijska.
Linia jest obsługiwana przez Rete Ferroviaria Italiana. Połączenia pasażerskie są obsługiwane przez Trenitalia.
Maksymalna prędkość linii wynosi 160 km/h.